# MTV Europe Music Awards 2022
La 29ª edizione degli MTV Europe Music Awards si è tenuta il 13 novembre 2022 presso la PSD Bank Dome di Düsseldorf, in Germania.
Lo show musicale è stato condotto dalla cantante britannica Rita Ora e  dal regista neozelandese Taika Waititi. 
L'artista più premiata della manifestazione è stata la cantautrice statunitense Taylor Swift, che ha vinto 4 premi. Mentre Harry Styles si è aggiudicato il maggior numero di nomination, con sette candidature, seguito da Swift con sei.

## Cerimonia

### Presentatori
| Presentatori                     | Rita Ora               |
| Presentatori                     | Taika Waititi          |
| Red carpet host                  | Becca Dudley           |
| Red carpet host                  | Jack Saunders          |
| Backstage host                   | Harriet Rose           |
| Presentatore Best Artist         | David Hasselhoff       |
| Presentatore Best Longform Video | Julian Lennon          |
| Presentatori Best Collaboration  | Lauren Spencer-Smith   |
| Presentatori Best Collaboration  | Sam Ryder              |
| Presentatore Best Rock           | Leomie Anderson        |
| Presentatore Best Rock           | Leonie Hanne           |
| Presentatore Best New            | Kelvin Mercer          |
| Presentatori Best Latin          | Luis Gerardo Méndez    |
| Presentatori Best Latin          | Miguel Ángel Silvestre |

### Esibizioni
| Artisti                   | Canzoni                      | Note     |
| Pre-show                  | Pre-show                     | Pre-show |
| ------------------------- | ---------------------------- | -------- |
| Armani White              | Billie Eilish                | [ 1 ]    |
| Show principale           |                              |          |
| David Guetta e Bebe Rexha | I'm Good (Blue)              | [ 1 ]    |
| Muse                      | Will of the People           | [ 1 ]    |
| Ava Max                   | Million Dollar Baby          | [ 1 ]    |
| Gorillaz feat. Thundercat | Cracker Island               | [ 1 ]    |
| Stormzy                   | Firebabe                     | [ 1 ]    |
| OneRepublic               | I Ain't Worried              | [ 1 ]    |
| Gayle                     | ABCDEFU                      | [ 1 ]    |
| Lewis Capaldi             | Forget Me                    | [ 1 ]    |
| Tate McRae                | She's All I Wanna Be Uh Oh   | [ 1 ]    |
| Kalush Orchestra          | Stefania                     | [ 1 ]    |
| Spinall, Äyanna e Nasty C | Power (Remember Who You Are) | [ 1 ]    |

## Vincitori e candidati

### Miglior canzone
- Nicki Minaj – Super Freaky Girl
- Bad Bunny e Chencho Corleone – Me porto bonito
- Harry Styles – As It Was
- Jack Harlow – First Class
- Lizzo – About Damn Time
- Rosalía  – Despechá

### Miglior video
- Taylor Swift – All Too Well: The Short Film
- Blackpink – Pink Venom
- Doja Cat – Woman
- Harry Styles – As It Was
- Kendrick Lamar – The Heart Part 5
- Nicki Minaj – Super Freaky Girl

### Miglior artista
- Taylor Swift
- Adele
- Beyoncé
- Harry Styles
- Nicki Minaj
- Rosalía

### Miglior artista rivelazione
- Seventeen
- Baby Keem
- Dove Cameron
- Gayle
- Stephen Sanchez
- Tems

### Miglior collaborazione
- David Guetta e Bebe Rexha – I'm Good (Blue)
- Bad Bunny e Chencho Corleone – Me porto bonito
- DJ Khaled (feat. Drake e Lil Baby) – Staying Alive
- Megan Thee Stallion e Dua Lipa – Sweetest Pie
- Post Malone (feat. Doja Cat) – I Like You (A Happier Song)
- Shakira e Rauw Alejandro – Te felicito
- Tiësto e Ava Max – The Motto (Tiësto e Ava Max)

### Miglior Pop
- Taylor Swift
- Billie Eilish
- Doja Cat
- Ed Sheeran
- Harry Styles
- Lizzo

### Miglior Hip-Hop
- Nicki Minaj
- Drake
- Future
- Jack Harlow
- Kendrick Lamar
- Lil Baby
- Megan Thee Stallion

### Miglior Rock
- Muse
- Foo Fighters
- Måneskin
- Red Hot Chili Peppers
- Liam Gallagher
- The Killers

### Miglior Latin
- Anitta
- Bad Bunny
- Becky G
- J Balvin
- Rosalía
- Shakira

### Miglior Alternative
- Gorillaz
- Imagine Dragons
- Panic! at the Disco
- Tame Impala
- Twenty One Pilots
- Yungblud

### Miglior Elettronica
- David Guetta
- Calvin Harris
- DJ Snake
- Marshmello
- Swedish House Mafia
- Tiësto

### Miglior K-pop
- Lisa
- Blackpink
- BTS
- Itzy
- Seventeen
- Twice

### Video for Good
- Sam Smith e Kim Petras – Unholy
- Ed Sheeran (feat. Lil Baby) – 2step
- Kendrick Lamar – The Heart Part 5
- Latto – Pussy
- Lizzo – About Damn Time
- Stromae – Fils de joie

### Miglior Push
- Seventeen
- Nessa Barrett
- Mae Muller
- Gayle
- Shenseea
- Omar Apollo
- Wet Leg
- Muni Long
- Doechii
- Saucy Santana
- Stephen Sanchez
- Jvke

### Biggest Fans
- BTS
- Blackpink
- Harry Styles
- Lady Gaga
- Nicki Minaj
- Taylor Swift

### Miglior R&B
- Chloe Bailey
- H.E.R.
- Khalid
- Giveon
- Summer Walker
- SZA

### Miglior film musicale
- Taylor Swift – All Too Well: The Short Film
- Foo Fighters – Studio 666
- Foo Fighters e famiglia Hawkins – Taylor Hawkins Tribute Concert: Stadio di Wembley, Londra
- Rosalía – MOTOMAMI (ROSALÍA TikTok LIVE Performance)
- Stormzy – Mel Made Me Do It

### Miglior esibizione nel metaverso
- Blackpink – Blackpink x PUBG Mobile 2022 In-Game Concert: [The Virtual]
- BTS – 'Butter' & 'Permission to Dance' Minecraft Concert!
- Charli XCX – Samsung Superstar Galaxy Concert Charli XCX - Roblox
- Justin Bieber  – Wave Presents: Justin Bieber - An Interactive Virtual Experience
- Twenty One Pilots – Roblox presents Twenty One Pilots Concert Experience

## Vincitori e candidati regionali

### Europa

#### Best UK & Ireland Act
- Harry Styles
- Adele
- Cat Burns
- Dave
- Lewis Capaldi

#### Best Nordic Act
- Sigrid (Norvegia)
- Kygo (Norvegia)
- MØ (Danimarca)
- Swedish House Mafia (Svezia)
- Tove Lo (Svezia)

#### Best German Act
- Badmómzjay
- Giant Rooks
- Nina Chuba
- Leony
- Kontra K

#### Best Swiss Act
- Loredana
- Patent Ochsner
- Marius Bear
- Faber
- Priya Ragu

#### Best French Act
- Amir Haddad
- Aya Nakamura
- Orelsan
- Soolking
- Tayc

#### Best Italian Act
- Pinguini Tattici Nucleari
- Blanco
- Elodie
- Måneskin
- Ariete

#### Best Spanish Act
- Bad Gyal
- Dani Fernández
- Fito & Fitipaldis
- Quevedo
- Rosalía

#### Best Portuguese Act
- Bárbara Bandeira
- Ivandro
- Julinho KSD
- Syro
- T-Rex

#### Best Polish Act
- Ralph Kaminski
- Julia Wieniawa
- Margaret
- Mata
- Young Leosia

#### Best Hungarian Act
- Carson Coma
- Beton.Hofi
- Deva
- Elefánt
- Krúbi

#### Best Israeli Act
- Noa Kirel
- Anna Zak
- Jonathan Mergui
- Nunu
- Shahar Saul

#### Best Dutch Act
- Goldband
- Antoon
- Frenna
- Rondé
- Yade Lauren

### Africa

#### Best African Act
- Burna Boy
- Ayra Starr
- Black Sherif
- Musa Keys
- Tems
- Zuchu

### Asia

#### Best Asian Act
- TXT
- Niki
- Maymay Entrata
- Silvy
- The Rampage from Exile Tribe

#### Best Indian Act
- Armaan Malik
- Badshah
- Gurbax
- Raja Kumari
- Zephyrtone

### Australia e Nuova Zelanda

#### Best Australian Act
- G Flip
- Genesis Owusu
- Ruel
- The Kid Laroi
- Vance Joy

#### Best New Zealand Act
- Lorde
- Benee
- Coterie
- L.A.B.
- Shouse

### America

#### Best Brazilian Act
- Manu Gavassi
- Anitta
- Gloria Groove
- L7nnon
- Xamã

#### Best Latin America North Act
- Kenia Os
- Danna Paola
- Kevin Kaarl
- Natanael Cano
- Santa Fe Klan

#### Best Latin America Central Act
- Danny Ocean
- Camilo
- Feid
- Karol G
- Manuel Turizo

#### Best Latin America South Act
- Tini
- Bizarrap
- Duki
- María Becerra
- Tiago PZK

#### Best Caribbean Act
- Daddy Yankee
- Bad Bunny
- Myke Towers
- Natti Natasha
- Rauw Alejandro

#### Best Canadian Act
- Johnny Orlando
- Avril Lavigne
- Drake
- Tate McRae
- The Weeknd

#### Best US Act
- Billie Eilish
- Doja Cat
- Jack Harlow
- Lil Nas X
- Lizzo
- Taylor Swift

## Premi speciali

### MTV EMA Generation Change Award
Per i loro sforzi nella lotta per coloro che sono stati colpiti dalla crisi umanitaria nella loro nativa Ucraina:
- Lina Deshvar
- Anna Kutova
- Anfisa Yakovina